# Узинагаш (Мендикаринський район)
Узинага́ш (каз. Ұзынағаш) — село у складі Мендикаринського району Костанайської області Казахстану. Адміністративний центр Каракогинського сільського округу.
Населення — 344 особи (2021; 1019 у 2009, 1291 у 1999, 1740 у 1989).